# Sokolivka (Sokolivka), Jîdaciv
Sokolivka (în ucraineană Соколівка) este localitatea de reședință a comunei Sokolivka din raionul Jîdaciv, regiunea Liov, Ucraina.